# Abroma
Genre
Classification phylogénétique
Abroma Jacquin (mal écrit Ambroma Linnaeus fils) est un genre d'arbres ou d'arbustes tropicaux de la famille des Sterculiaceae, groupe des Sterculioideae, ou de la famille des Malvaceae.

## Étymologie
Abroma vient du grec a = sans et broma = nourriture, du fait que les graines ne sont pas comestibles.

## Espèces
Le genre Abroma compte une espèce actuelle :
- Abroma augustum (L.) L.f. synonyme: Theobroma augustum appelé aussi devil's cotton, dont l'écorce produit des fibres comme le jute. Forêts secondaires d'Asie du Sud-Est et de Chine.